# Chacaljocom
Chacaljocom es una localidad del estado mexicano de Chiapas. Es parte del municipio de Comitán de Domínguez.

## Demografía
| Gráfica de evolución demográfica |
|                                  |

| Censo | Población |
| ----- | --------- |
| 1910  | 186       |
| 1921  | 103       |
| 1930  | 142       |
| 1940  | 189       |
| 1950  | 304       |
| 1960  | 276       |
| 1970  | 362       |
| 1980  | 496       |
| 1990  | 699       |
| 2000  | 780       |
| 2010  | 1 056     |
| 2020  | 1 469     |